# Ptyelus inermis
Ptyelus inermis är en insektsart som beskrevs av Xavier Montrouzier 1861. Ptyelus inermis ingår i släktet Ptyelus och familjen spottstritar. Inga underarter finns listade i Catalogue of Life.